# Castel Penede
Castel Penede ist eine Burgruine in der italienischen Gemeinde Nago-Torbole im Trentino.

## Lage
Die Ruinen von Castel Penede liegen am südlichen Ende eines von Nago ausgehenden Bergsporns, der südlich und östlich bis zu 80 Meter fast senkrecht in die Tiefe abbricht. Von dieser beherrschenden Lage konnte man auf den Gardasee hinausblicken und den darunter liegende Hafen von Torbole sowie die unterhalb des Burgberges verlaufende Straße durch das Valle Santa Lucia einsehen und kontrollieren. Im Westen und Norden senkt sich der Sporn etwas sanfter in Richtung Sarca und Nago ab.
Dieser dominanten Lage hat die Burg auch ihre Bedeutung zu verdanken. Die durch das Valle Santa Lucia verlaufende Straße stellte einst die wichtigste Verbindung über die sogenannte Bocca di Nago zwischen dem unteren Sarcatal und dem östlich von Nago liegenden Valle del Cameras dar und war ein obligatorischer Durchgangsweg zwischen Gardasee und Etschtal.
Der Name Penede leitet sich aus dem vorrömischen Flurnamen „Penna“ ab, was so viel wie Bergrücken, Berg oder Spitze bedeutet.

## Geschichte

### Ursprünge und erste Erwähnung
Der Burgberg von Castel Penede muss bereits in der Urgeschichte und in der Römerzeit zumindest zeitweise besiedelt gewesen sein, wie Fundstücke aus diesen Epochen beweisen. So entdeckte man bereits 1832 die Reste einer römischen Nekropolis, während am Ort der heutigen Burgruine gotische und römische Münzen aus der Regierungszeit zwischen Vespasian und Konstantin gefunden wurden.
Die These einer frühgeschichtlichen Besiedlung des Burgberges wurde durch mehrere Grabungen unterlegt, die ab 2019 von der Universität Trient am westlichen Abhang des Burgberges durchgeführt wurden. Freigelegt wurde eine Siedlung, die 900 Jahre lang, von der Fritzens-Sanzeno-Kultur in der Eisenzeit ab dem 6. Jahrhundert. v. Chr. bis zur späten römischen Kaiserzeit im 5. Jahrhundert n. Chr., bestand.
Urkundlich erstmals erwähnt wurde Castel Penede im Jahr 1210 in einem Friedensabkommen zwischen Ulrich II. Graf von Arco und Friedrich von Wangen Fürstbischof von Trient als der Bischof dem Grafen die Ansprüche auf Castel Penede im Gegenzug für die Zusage der Einhaltung seiner von den Arcos usurpierten Rechte bestätigte.

### Die Arcos auf Penede
Die Anlage wurde bereits einige Jahre zuvor unter Ulrich II. errichtet. Die Familie Arco taucht in Dokumenten als Besitzer zweier weiterer Wehranlagen in Nago bereits zu Ende des 12. Jahrhunderts auf, als sie diese Anlagen an in Nago ansässige Vasallen abtraten. In der Folgezeit spaltete sich die Familie Arco in zwei Zweige, und während auf die Stammburg in Arco beide Familienzweige Ansprüche besaßen, fiel der Besitz in Nago und Torbole ausschließlich dem Zweig Ulrichs II. zu. Um 1240 saß dessen Sohn, Albert (oder Adelpreto) von Arco, auf Penede. Im Streit zwischen Ghibellinen und Guelfen nahmen die beiden Familienzweige unterschiedliche Positionen ein, während man die Arcos auf Penede zu den Kaiserlichen zählte, gehörte der andere Teil der Familie den Guelfen an. Diese Spaltung verstärkte bereits bestehende unterschwellige Ressentiments zwischen den beiden Familien, die nun offen zu Tage traten. Nach der Besetzung Trients durch den Ghibellinen Ezzelino III. da Romano, fand Albert vermutlich bei der Belagerung von Castel Penede 1245 durch den guelfischen Grafen Rizzardo di San Bonifacio den Tod.
1265 verbündete sich Riprando, Bruder des verstorbenen Albert, mit den Scaligern, um in den Besitz der Burg von Arco zu gelangen. Ulrich III. kam seinem Cousin aus Penede jedoch zuvor und nahm Riprando und seine Tochter Cubitosa gefangen. Während Riprando im Verlies der Burg von Arco einen vermutlich gewaltsamen Tod fand, gelang Cubitosa die Flucht nach Trient. Sie starb ein Jahr darauf. In ihrem Testament von 1266 legte sie fest, dass ihr Besitz darunter Castel Penede unter Auflagen dem Bischof von Trient und in zweiter Folge den Grafen von Tirol zukommen sollte. Da Ulrich III. ein enger Verbündeter von Bischof Egno von Eppan war, verzichtete der Bischof und das Erbe Cubitosas ging auf Meinhard II. über.

### Penede unter den Castelbarco
Meinhard II. unterstrich auch seine Ansprüche auf die Anteile Cubitosas auf die Stammburg in Arco, woraus sich ein Streit mit den Arcos entwickelte, der bis zum Verzicht Meinhards im Jahre 1275 andauerte. Gleichzeitig nutzten seine Vasallen die Castelbarco, die bereits Ländereien in Nago und Torbole kontrollierten, geschickt diesen schwellenden Streit aus und erhielten für ihre Treue zum Grafen von Tirol 1272 die Investitur für Castel Penede.
In der Folgezeit kam es aufgrund verschiedener Dispute zu wechselnden Bündnissen und 1279 gelang es den Arcos, die von den Castelbarco gehaltene Burg sogar zu erobern, wurden aber von Penede fast umgehend wieder vertrieben. Trotz allem resignierten die Grafen von Arco nicht, um Penede wieder unter ihre Kontrolle zu bringen. So versuchte Nicolò d’Arco 1338 beim Amtsantritt des neuen Bischofs Nikolaus von Brünn die Investitur über Penede zu erhalten. Als sein Ansuchen auf taube Ohren stieß, entschloss er sich 1340 die Burg gewaltsam an sich zu reißen. Mit Hilfe Lucchino Viscontis, dessen Sohn war mit der Tochter Nicolòs vermählt, belagerte er Castel Penede. Der großen Übermacht der Belagerer, die bei der Belagerung auch Katapulte einsetzten, die Penede schwer in Mitleidenschaft zogen, hatten die Castelbarcos nichts entgegenzusetzen. Um die Burg nicht den Arcos überlassen zu müssen und zur Rettung ihrer Ehre, boten die Castelbarcos Penede dem Bischof von Trient zum Kauf an. Letzterer akzeptierte und ließ die noch von den Belagerern umgebene Burg Ende November 1340 besetzen. Mit der Zahlung der letzten Rate an die Castelbarcos ging die Kontrolle über Castel Penede 1343 an den Fürstbischof über. 1348 gelang es den Arcos den Castelbarcos eine Erklärung abzustreiten, in der festgehalten war, dass die Grafen von Arco die legitimen Eigentümer von Castel Penede waren. Aufgrund dieser Erklärung gelangte Nicolò d’Arco 1348 in den Besitz von Penede.
Unter die Herrschaft der Castelbarcos fiel der Besuch Dante Alighieris auf Penede, der bereits zwischen 1315 und 1316 auf Castel Lizzana bei Rovereto Gast der Castelbarcos gewesen war. Die Aussicht von Castel Penede inspirierte Dante so, dass er ihn in der Divina Commedia in einem Vers im zwanzigsten Gesang des Inferno erwähnte.

### Die venezianische Besetzung
Während der lombardischen Kriege (1423–1454) zwischen der Republik Venedig und den Mailänder Herzögen Filippo Maria Visconti (1397–1447) und Francesco Sforza (1401–1466) kam Castel Penede aufgrund seiner Lage eine wichtige Rolle zu.
1438 belagerten die von Niccolò Piccinino angeführten Mailänder Truppen, die von den Venezianern gehaltene Stadt Brescia, aus der sich der venezianische Condottiere Gattamelata mit seinen Truppen gerade noch in Richtung Norden über die Berge absetzen konnte. Bei seinem Rückmarsch versperrte ihm die von den Arcos gehaltene Burg, die mit den Viscontis verbündet waren, im September 1438 den Weiterweg. Erst nachdem die Besatzer der Burg durch einen Scheinangriff in ihrem Rücken durch den zur Hilfe herbeigeeilten venezianischen Hauptmann aus Rovereto abgelenkt waren, war der Weg für Gattamelata frei. Keine drei Monate später stand der venezianische Condottiere wieder unter Castel Penede, diesmal mit der gezielten Absicht, die Anlage unter venezianische Kontrolle zu bringen. Er bediente sich dabei einer Kriegslist und teilte seine Truppen auf, um der von Francesco d’Arco angeführte Burgbesatzung eine Falle zu stellen. Während ein Teil der Venezianer von Nago durch das Valle Santa Lucia abstieg und von den Besatzern der Burg angegriffen wurde, rückte Gattamelata mit dem Rest seiner Truppen nach, nahm die Angreifer in die Zange und rieb diese auf. Francesco d’Arco geriet in Gefangenschaft und Castel Penede fiel im Dezember 1438 unter venezianische Kontrolle. Nur wenige Monate später zog die venezianische Flotte im denkwürdigen Unternehmen Galeas per montes vom Etschtal in Richtung Gardasee ebenfalls unterhalb der Burg vorbei.
Die venezianische Ära dauerte bis 1509 als Maximilian I. mit seinen Truppen die Burg nach der Niederlage Venedigs in der Schlacht bei Agnadello und dem damit verbundenen Rückzug der Venezianer Ende Mai 1509 Penede besetzen konnte.

### Rückkehr der Arcos und Verfall
Als nun kaiserliches Lehen kehrte das von den Venezianern ausgebaute Castel Penede noch 1509 an die Grafen von Arco zurück. Als die Arcos in der Folgezeit versuchten sich aus der Abhängigkeit von den Tiroler Grafen zu lösen, besetzten die Truppen des Tiroler Landesfürsten Ferdinand II. 1579 Penede. Ferdinand strebte eine dauerhafte sichere Bindung an und war am Kauf der Burg und der ganzen Signoria der Arcos interessiert, was die Arcos ablehnten. Mit dem Tode Ferdinands II. 1595 kam ein Kompromiss zustande, in dem den Arcos die Verwaltung ihrer Signoria und Castel Penedes zugestanden wurde. Zu einer endgültigen Lösung kam es 1614, als Kaiser Matthias die Arcos wieder als Lehensherrn einsetzte. Mit der erneuten Übergabe an die Arcos begann auch der langsame Verfall der Anlage, verbunden sicherlich mit dem stetigen Bedeutungsverlust dieser Art von Wehranlagen aufgrund der immer dominanteren Feuerwaffen. Die Arcos nahmen in der Folgezeit keine größeren Ausbesserungen mehr durch und wurden sogar wegen ihrer schlechten Führung der Burg kurzzeitig dieses Amtes wieder enthoben. Am heruntergekommenen Zustand der Anlage änderte sich aber auch nach deren Wiedereinsetzung nichts mehr.
Das endgültige Ende von Castel Penede wurde mit dem Spanischen Erbfolgekrieg zu Beginn des 18. Jahrhunderts eingeleitet. Im Juli 1703 besetzten österreichische Truppen die Burg, wohl auch weil man befürchtete, dass die Grafen von Arco mit dem französischen Oberbefehlshaber Vendôme paktieren könnten. Am 31. Juli 1703 stießen die Franzosen vor und besetzten Nago und Torbole. Am Tag darauf begann die Belagerung von Castel Penede, die drei Tage dauerte. Am 4. August 1703 gaben die österreichischen Verteidiger auf und Penede von den Franzosen geplündert. Als die Franzosen im September 1703 den Rückzug antraten, befand sich Castel Penede bereits in einem so schlechten Zustand, dass es als nicht verteidigungswürdig eingestuft wurde. Ob die Franzosen bei ihrem Rückzug auch die Burg zusammen mit dem Ort Nago
in Brand steckten, ist nicht eindeutig belegt. Sicher ist, dass Castel Penede 1703 aufgegeben wurde.
Über zweieinhalb Jahrhunderte hinweg dienten die Mauern der Burg nur noch als Baumaterial. Im Ersten Weltkrieg errichtete die österreichisch-ungarische Armee auf dem Burgberg Stellungen, die heute noch zu sehen sind. Ab den 1990er Jahren wurde die ehemalige Anlage mehrmals von der Autonomen Provinz Trient restauriert.

## Beschreibung
Der Aufbau der Anlage ist heute nur noch schwer auszumachen. Relativ gut erhalten sind Teile der Ringmauern, insbesondere der östlichen und südlichen, die direkt am Abgrund zum Valle di Santa Lucia liegen. Hier sind auch noch Reste von Schwalbenschwanzzinnen zu erkennen. Die nördliche und westliche Ringmauer ist dagegen zum Großteil nicht mehr vorhanden, da sie vermutlich nach Aufgabe der Burg als Baumaterial dienten und einfacher zu erreichen waren, als die über dem Abgrund errichteten Wehrmauern.
An der östlichen Ringmauer liegt auf einem kleinen Vorsprung, der über einen Durchgang in der Mauer zu erreichen ist, das ehemalige östliche Rondell, während vom gegenüberliegenden am heutigen Eingang in die Ruine gelegenen westlichen Rondell so gut wie keine Spuren erhalten geblieben sind.
Im südlichen etwas überhöht liegenden Bereich des Areals am Abgrund Richtung Torbole hin, sind einige signifikantere Gebäudereste erhalten geblieben. Darunter Teile des Bergfriedes und eine Zisterne, die im Ersten Weltkrieg als Stellung ausgebaut wurde.
Die Ruinen von Castel Penede sind von Nago aus zu Fuß in etwa 15 Minuten zu erreichen.

## Bilder

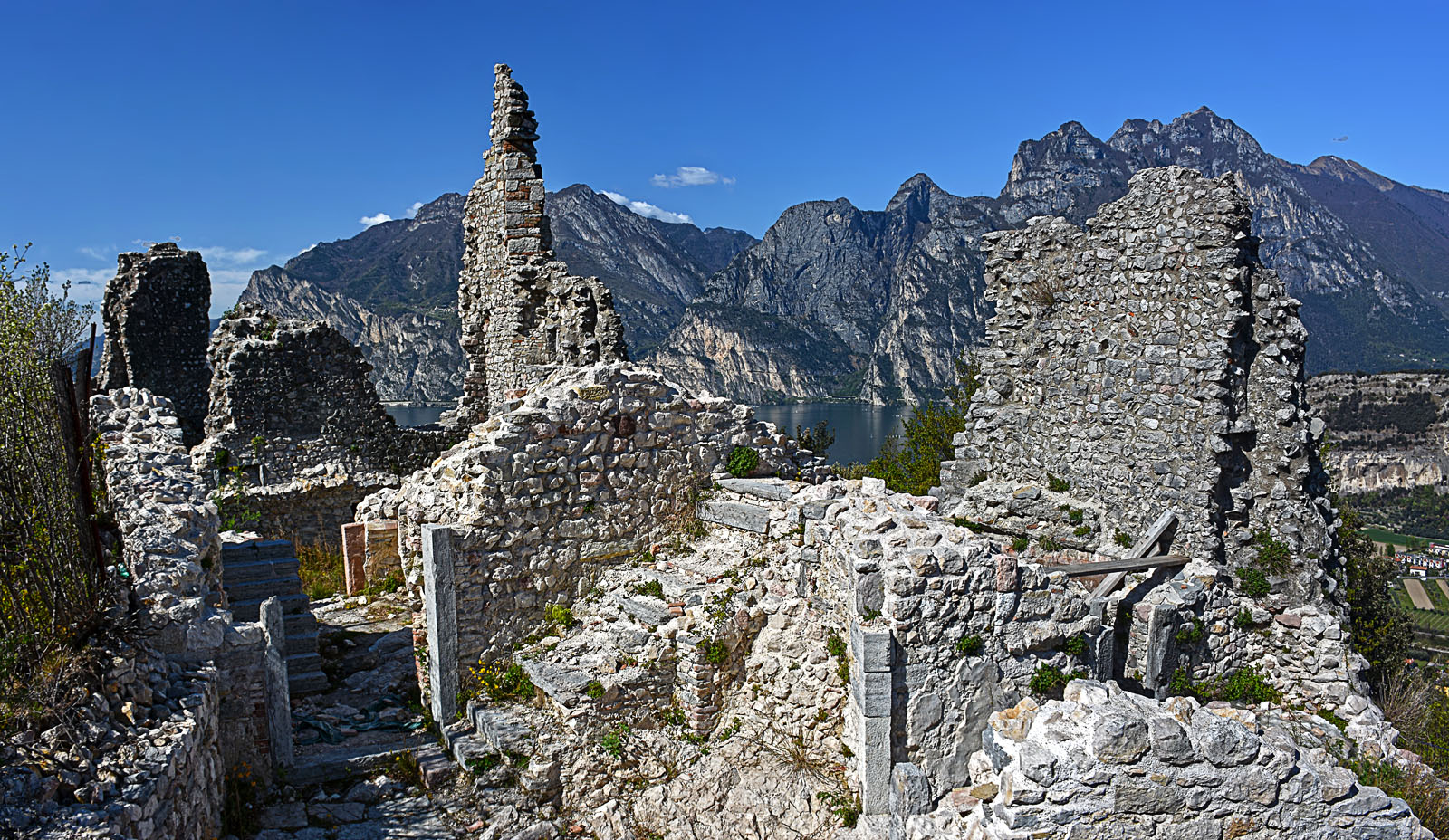
Reste des Bergfriedes
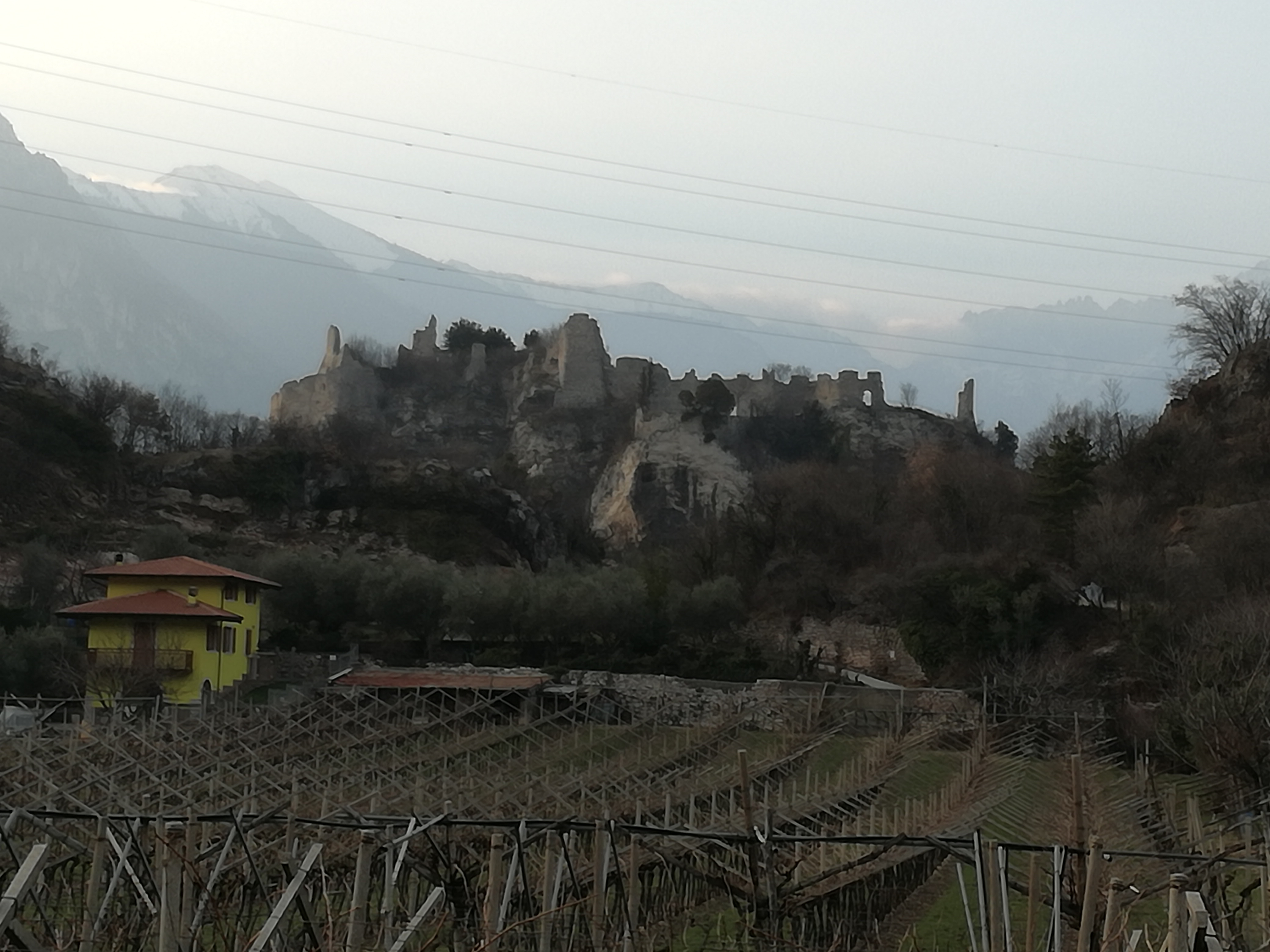
Ostseite
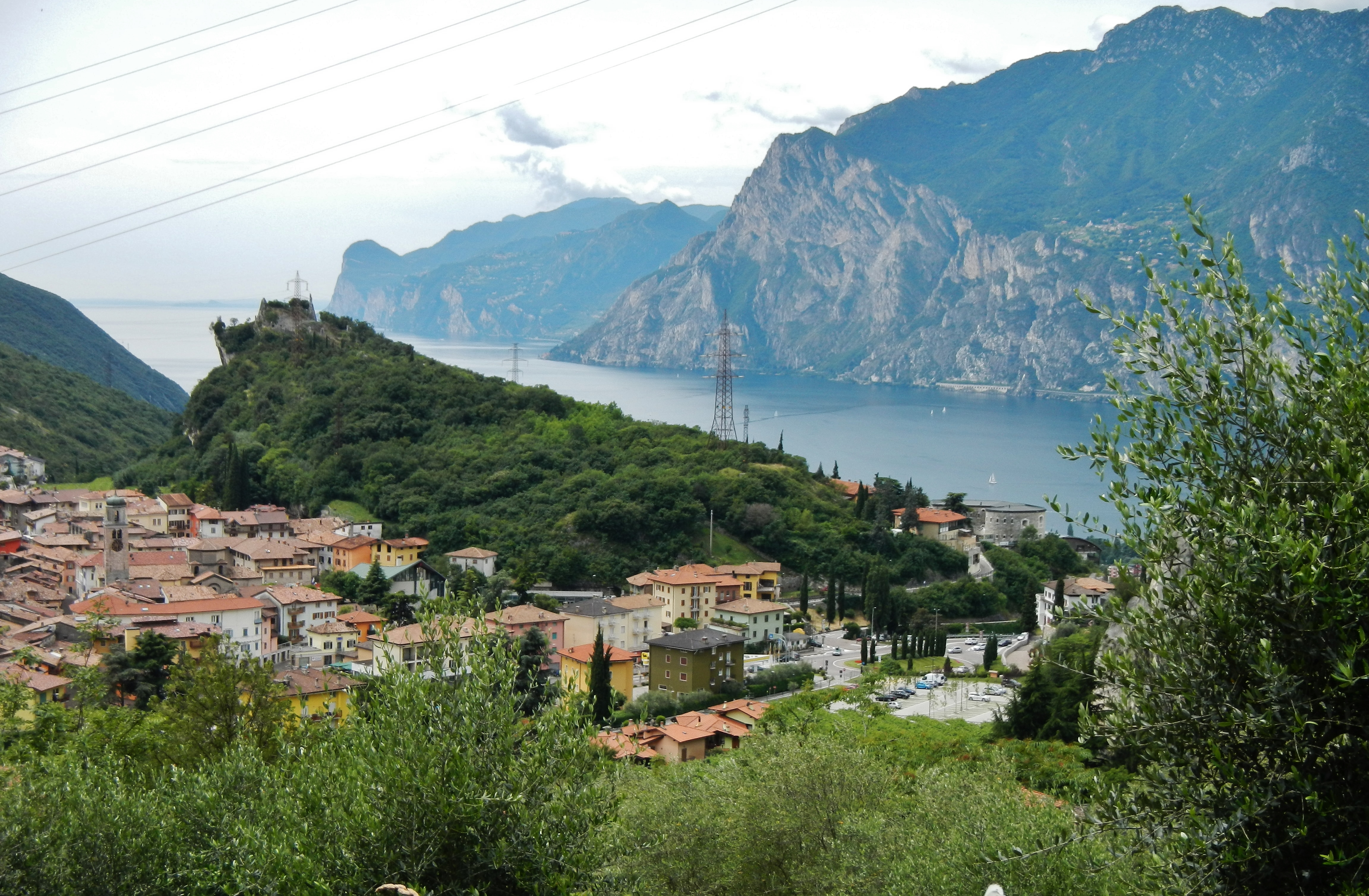
Nago und der lang gezogene Burgberg
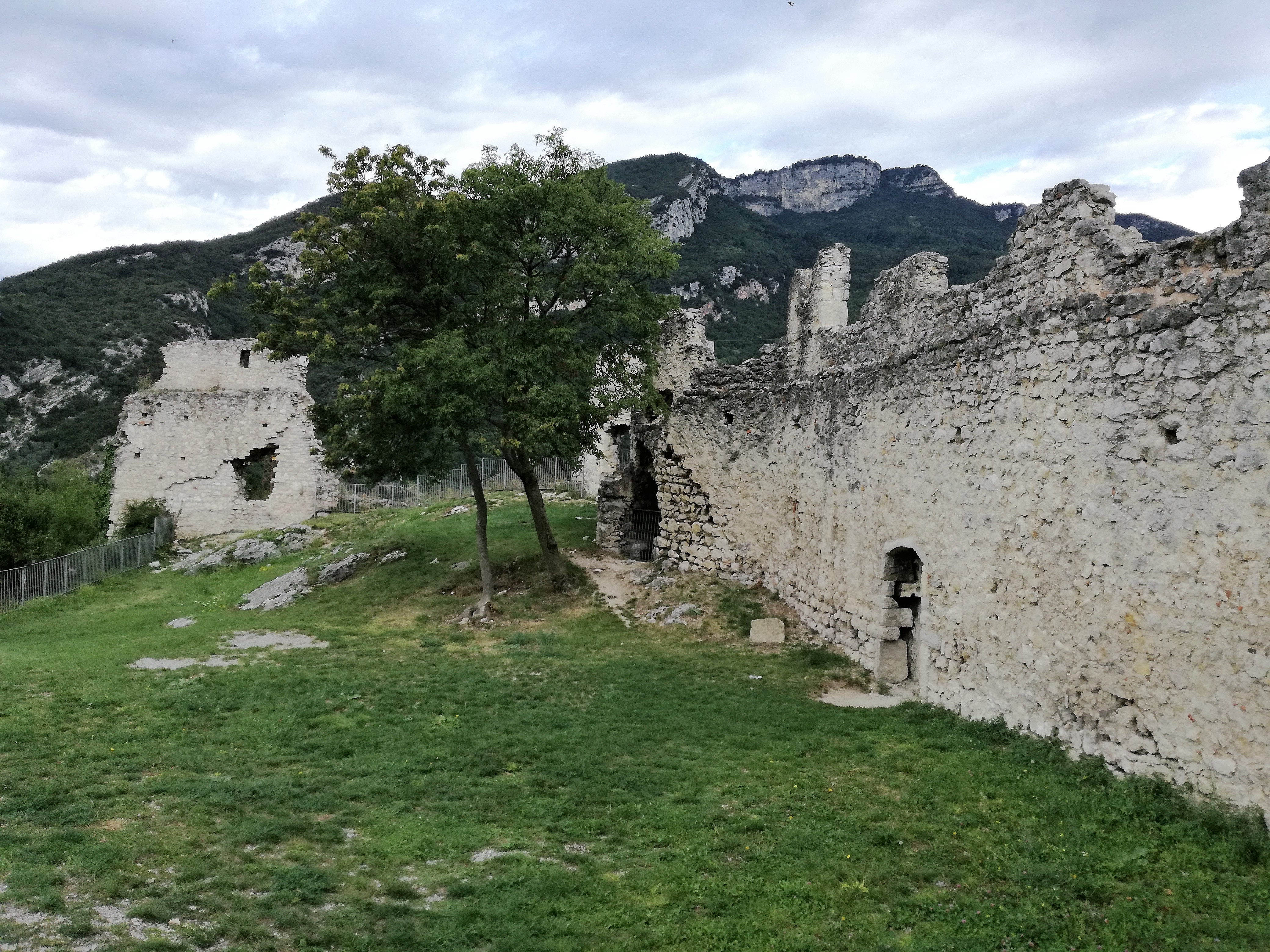
Reste der nördlichen und östlichen Außenmauer
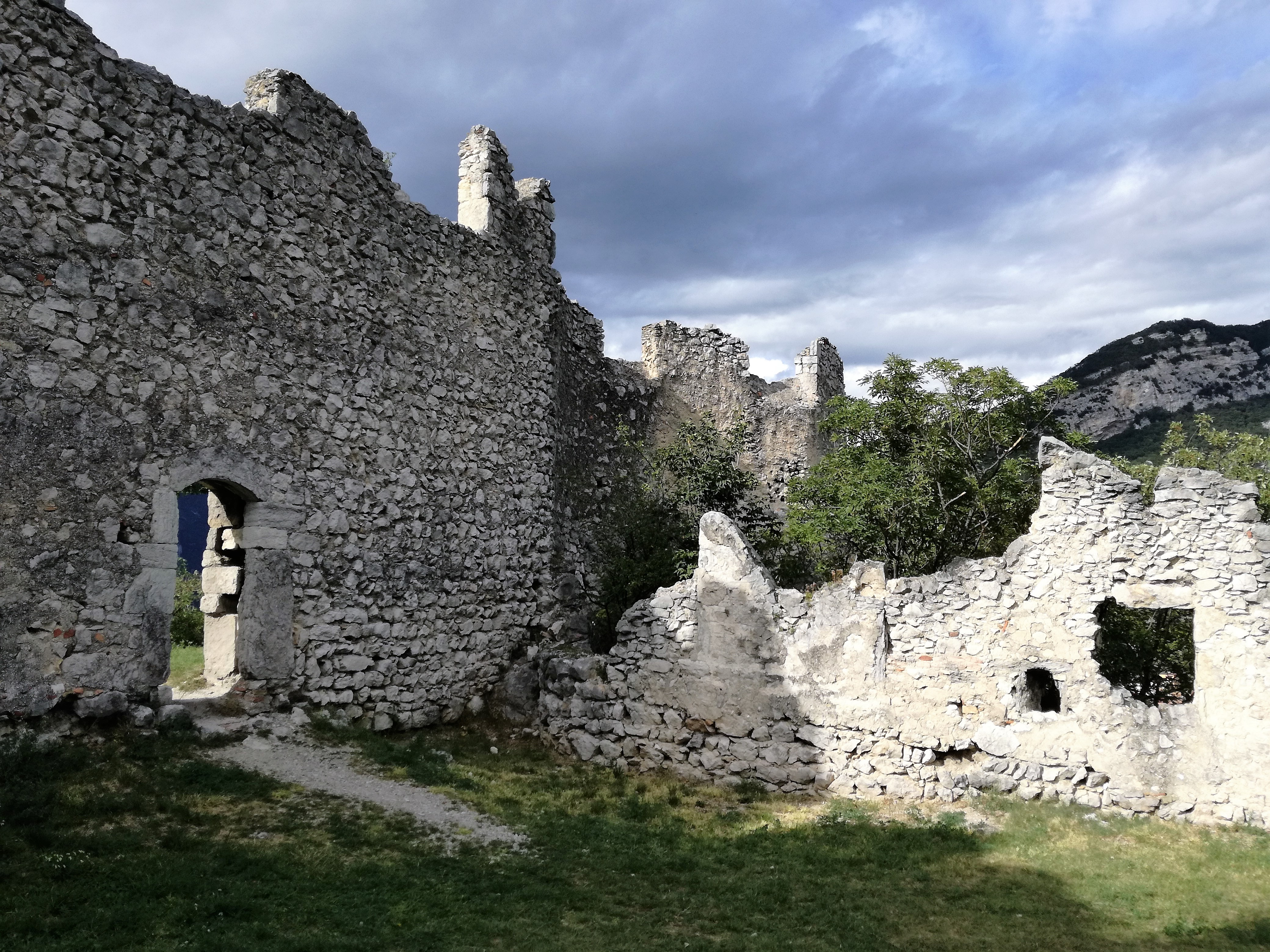
Östliche Außenmauer und Durchgang Rondell
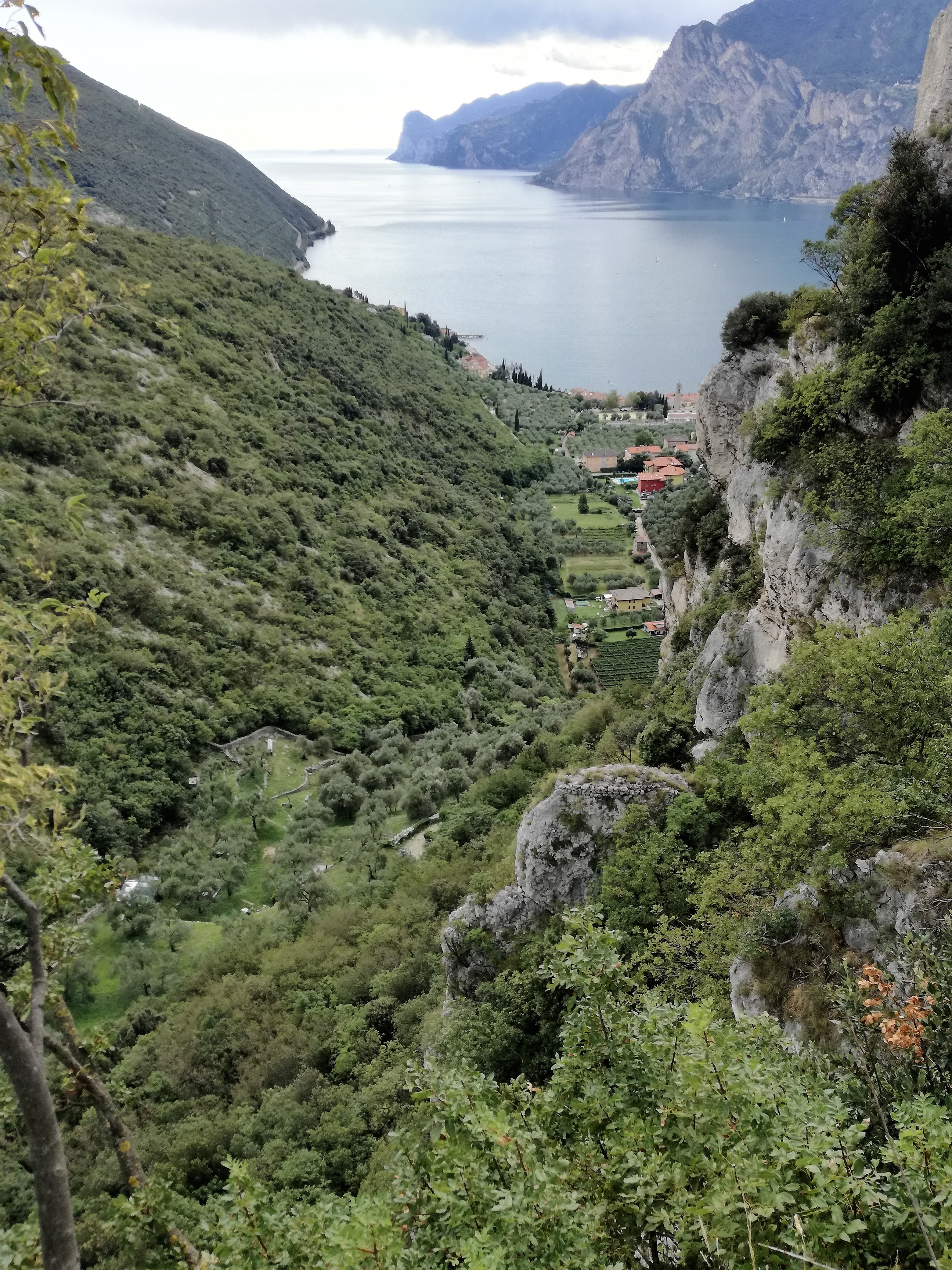
Ausblick ins Valle Santa Lucia und nach Torbole